# Ambróz Lazík
Ambróz Lazík (ur. 7 grudnia 1897 w Trstínie, zm. 20 kwietnia 1969 w Trnawie) – słowacki duchowny katolicki, biskup, administrator apostolski archidiecezji ostrzyhomskiej znajdującej się w granicach Czechosłowacji ze stolicą w Trnawie od 1947 roku.

## Życiorys
Urodził się w 1897 roku w Trstínie, koło Trnawy, gdzie uczęszczał do szkół. Po uzyskaniu świadectwa maturalnego rozpoczął studia teologiczne w Trnawie, które przerwał niedługo potem w 1917 roku, kiedy został zmobilizowany do wojska austro-węgierskiego, w którym przebywał do zakończenia I wojny światowej. W 1919 roku powrócił na studia do Nitry, które ukończył w 1922 roku, otrzymując święcenia kapłańskie.
Następnie pracował w parafiach w Dvorach nad Žitavou i Nowych Zamkach. W 1925 roku został archiwistą w kurii biskupiej diecezji nitrzańskiej, dochodząc do funkcji kanclerza. W 1933 roku uzyskał stopień naukowy doktora teologii. W latach 1936–1940 pełnił funkcję wikariusza generalnego administratury apostolskiej w Trnawie. W 1938 roku obdarzono go kolejnymi godnościami: protonotariusza apostolskiego i kanonika bratysławskiego. Został ponadto rektorem Wyższego Seminarium Duchownego w Bratysławie. W 1942 roku objął probostwo w parafii katedralnej w Trnawie. Trzy lata później ponownie objął urząd wikariusza generalnego.
Po śmierci biskupa Pavola Jantauscha w 1947 roku został mianowany przez papieża Piusa XII nowym administratorem administratury apostolskiej w Trnawie. Dwa lata później prekonizowano go biskupem tytularnym Appi. W latach 1950–1951 był internowany w swojej rezydencji biskupiej w Trnawie przez władze komunistyczne Czechosłowacji. W następnych latach jego zręczna postawa dyplomatyczna doprowadziła do częściowej odwilży w stosunkach państwo-Kościół. Brał udział w II Soborze Watykańskim. Zmarł w 1969 roku w Trnawie. Został pochowany w rodzinnej miejscowości.